# Vesmírná archa
Kniha Vesmírná archa je šestým dílem série o čtrnáctiletém nedobrovolném špiónovi jménem Alex Rider, kterou napsal britský spisovatel Anthony Horowitz. Tentokrát se Alex dostává do cesty multimilionáři Nikolaji Drevinovi.

## Děj
Alex Rider se po svém zranění z předchozího dílu nachází v nemocnici sv. Dominika na pokoji č. 9. Setká se zde s chlapcem svého věku, Paulem Drevinem, synem ruského multimilionáře Nikolaje Drevina. V noci přijdou do nemocnice členové ekoteroristické skupiny „Síla 3“, kteří se snaží unést Paula. Alex prohodí čísla pokojů, takže muži Paulovi nic neudělají, ale unesou místo něj Alexe. Když se dozvědí o záměně, nechají chlapce v hořící budově. Odtud se Alex dostane po laně spojujícím dvě sousední střechy jako provazochodec.
Následně je Nikolajem Drevinem pozván, aby strávil několik týdnů s ním a jeho synem jako odměnu za to, že zachránil Paulovi život. Během této doby se má konat vypouštění rakety k hotelu Vesmírná archa, který Drevin společně s britskou vládou buduje ve vesmíru.
Když Alex s Drevinovými přiletí do USA, kontaktuje ho CIA a poskytne mu informace o Nikolaji Drevinovi. Je to zločinec ve velkém měřítku, který spolupracuje s mafií, jakuzou a triádami. Důkazy proti němu jsou shromážděny v Pentagonu a CIA ho chce zatknout během pobytu na Ostrově plameňáků, kde bude i Alex. Dají mu tedy za úkol zjistit, jakou úlohu má v celé aféře „Síla 3“ a jestli Drevin plánuje útěk.
Drevin se pokusí Alexe zbavit tím, že ho nechá připotápění zavřít ve vraku lodi na dně moře. Nakonec ho ale zachrání Tamara Knightová, agentka CIA, která se vydává za Drevinovu asistentku. Následně jsou oba chyceni a Drevin Alexovi prozradí svůj plán: Jménem „Síly 3“ chce ve Vesmírné arše odpálit bombu, která způsobí její pád na Zem, konkrétně na Washington, kde se nachází Pentagon se všemi důkazy svědčícími proti němu.
Alex uteče z ostrova a spojí se s CIA. Následuje boj na ostrově, během něhož Drevin postřelí Paula a při pokusu o útěk shoří v letadle. Zbývá ovšem zabránit explozi na Vesmírné arše. Alex je tedy nucen, kvůli své velikosti, vlézt do rakety, ve které měl letět orangutan Arthur, a vydat se na Vesmírnou archu. Tam přemístí bombu, takže po výbuchu vesmírný hotel nedopadne na Washington.

## Síla 3
„Síla 3“ je ekoteroristická skupina, kterou vytvořil Nikolaj Drevin jako zástěrku pro některé ze svých nekalých plánů. Její vůdce se jmenuje Kaspar a má na hlavě vytetovanou zeměkouli. Jména ostatních členů jsou neznámá, ale Alex Rider jim dal při svém prvním setkání s nimi přezdívky Voják, Brejlovec, Hodinář a Tesák. Skupina podniká činy namířené proti Drevinovi, například únos jeho syna. Potom mají nést zodpovědnost za výbuch Vesmírné archy, Drevinova velkého projektu, který však naplánoval on sám. Všichni kromě Kaspara jsou zabiti na rozkaz Drevina na Ostrově plameňáků, Kaspar zemře na Vesmírné arše v souboji s Alexem.